# Loch Ba (sjö i Storbritannien, Argyll and Bute)
Loch Ba är en sjö i Storbritannien.   Den ligger i kommunen Argyll and Bute och riksdelen Skottland, i den nordvästra delen av landet, 700 km nordväst om huvudstaden London. Loch Ba ligger 13 meter över havet. Den ligger på ön Inner Hebrides. I omgivningarna runt Loch Ba växer i huvudsak blandskog.